# Ettore Romoli
Pour les articles homonymes, voir Romoli.
Ettore Romoli, né le 9 avril 1938 à Florence et mort le 14 juin 2018 à Udine, est un homme politique italien, membre de Forza Italia. 
Il était président du conseil régional du Frioul-Vénétie julienne du 22 mai 2018 à sa mort et maire de Gorizia de 2007 à 2017. Il a été également sénateur et député.

## Biographie
Ettore Romoli  est né à Florence le 9 avril 1938. Diplômé en économie et commerce de l'Université de Trieste, il a été président de l'Ordre des comptables agréés de Gorizia et professeur de matières techniques et économiques dans les lycées.
Conseiller communal (it) de Gorizia dans les années 1980 et cofondateur de Forza Italia, il en a été conseiller national, coordinateur régional de 1996 à 2003 et responsable de la zone Italie nord-est à partir de 2005.
Sénateur de la République lors de la douzième législature, a fait partie de la Commission des finances et du Trésor et du Conseil des affaires communautaires au Palazzo Madama.
Conseiller régional du Frioul-Vénétie Julienne dans la huitième législature, il avait occupé le poste de chef de groupe et conseiller pour les finances et la planification.
Membre du Parlement de la République lors de la quatorzième législature, il avait été membre de la Commission des finances de la Chambre. De 2007 à 2017, il était maire de Gorizia, il a également présidé le Conseil des Autorités Locales.
Ettore Romoli est élu président du Conseil régional le 22 mai 2018.
Il est mort à l'hôpital d’Udine le 14 juin 2018 à l'âge de 80 ans.